# جان دی. هاکس
جان دی. هاکس (انگلیسی: John D. Hawks؛  – ) دانشمند در زمینه انسان‌شناسی اهل ایالات متحده آمریکا بود.